# Міто-Мару
Міто-Мару — транспортне судно, яке під час Другої світової війни брало участь у операціях японських збройних сил на Тихому океані.
Судно спорудили в 1921 році на верфі Yokohama Dock для компанії Nippon Yusen Kaisha.
Під час Другої світової війни судно реквізували для потреб Імперської армії Японії. 23 – 25 січня 1942-го воно у складі загону транспортів прослідувало з Труку (головная понська база в Океанії, що знаходилась в центральній частині Каролінського архіпелагу) до тільки-но захопленого Рабаула (протягом двох наступних років тут буде головна передова база, з якої провадитимуть операції на Соломонових островах та сході Нової Гвінеї).
4 травня 1942-го «Міто-Мару» вийшло з Рабаула у складі загону транспортів, які мали доправити японський десант до новогвінейського Порт-Морсбі. Втім, результати битви авіаносців у кораловому морі змусили японське командування скасувати операцію та віддати 9 травня наказ транспортам повертатись у Рабаул.
10 – 23 червня 1942-го судно прослідувало в конвої з Рабаула до Японії.
6 – 15 серпня 1943-го «Міто-Мару» пройшло в конвої O-606 з японського порту Саєкі до Палау (важливий транспортний хаб на заході Каролінських островів), звідки 20 серпня вийшло в конвої SO-003 до Рабаула.  На борту судна перебувало біля 2800 військовослужбовців 6-ї піхотної дивізії. 25 серпня під час проходження в районі острова Муссау загін атакували бомбардувальники B-24, при цьому «Міто-Мару» унаслідок близького розриву отримало численні, але дрібні протікання в корпусі та змогло продовжити шлях. Під час атаки загинуло 5 військовослужбовців. 27 серпня конвой прибув до Рабаула, а 31 серпня – 9 вересня «Міто-Мару» в конвої O-105 повернулось на Палау.
20 березня – 10 квітня 1944-го судно з конвоями H-22 та H-23 прослідувало з Маніли через Давао (південне узбережжя філіппінського острова Мінданао) до острова Хальмахера (північна частина Молуккського архіпелагу). 13 квітня «Міто-Мару» разом з іншим конвоєм попрямувало до Амбону (так само Молуккські острови як і Хальмахера, тільки південніше). За дві години по опівночі 16 квітня в морі Серам за дві сотні кілометрів на північний захід від Амбон загін атакував американський підводний човен USS Paddle, якому вдалось потопити два транспорти. Одним з них було «Міто-Мару», разом з яким загинуло 38 членів екіпажу та 280 військовослужбовців, що перебували на борту.